# آمادو آسار
آمادو آسار (اسپانیایی: Amado Azar‎; ۳۱ دسامبر ۱۹۱۳ – ۱ ژانویهٔ ۱۹۷۱) بوکسور اهل آرژانتین بود.